# 샤바즈 바티
클레멘트 샤바즈 바티(영어: Clement Shahbaz Bhatti, 1968년 9월 9일 ~ 2011년 3월 2일)는 샤바즈 바티(우르두어: شہباز بھٹی, 영어: Shahbaz Bhatti)라는 이름으로 알려져 있는 파키스탄의 정치인이다. 2008년 11월에 파키스탄의 소수 민족 정책을 전담하는 정부 기관인 연방 소수민족부 장관으로 임명되었는데 이슬람 세계 국가인 파키스탄의 내각에서 유일한 기독교도이기도 했다. 2011년 3월 2일에 이슬라마바드에서 이슬람주의 과격파가 쏜 총에 맞아 암살당했다.

## 생애 초반
샤바즈 바티는 1968년 9월 9일에 라호르에서 파이살라바드 출신 기독교도인 부모의 아들로 태어났다. 그의 아버지인 제이컵 바티는 영국군 장교로 근무하다가 쿠슈푸르 교회 이사회 의장이 되었다. 바티는 1995년 12월에 아내인 살마와 결혼했다.

## 경력
바티는 학생 시절에 1985년에 설립된 파키스탄 기독교해방전선의 수장을 역임했다. 바티는 2002년에 전파키스탄 소수 민족 동맹(APMA)을 창설하고 만장일치로 의장으로 선출되었다. 바티는 기독교도를 비롯한 파키스탄의 소수 민족의 권리를 주장했으며 페르베즈 무샤라프 대통령을 만나기도 했다. 바티는 2002년에 파키스탄 인민당에 입당했으나 2008년에 장관이 될 때까지 정계 밖에서 지냈다. 바티는 2003년에 파키스탄 정부가 발표한 퇴출 통제 명단에 올랐지만 같은 해 11월에 해임되었다. 2008년에는 파키스탄의 하원에 해당하는 입법부인 국민의회 의원으로 선출되었다.
바티는 2008년 11월 2일에 바티는 소수 민족 정책을 전담하기 위하여 새로 설립한 파키스탄의 정부 기관인 연방 소수민족부 장관으로 임명되었다. 바티는 장관 임명 당시에 "나는 파키스탄의 억압당하고, 짓밟히고, 소외된 사람들을 위해 이 직책을 수락했습니다. 나는 인간의 평등과 사회 정의, 종교의 자유를 위한 투쟁, 종교적 소수자 공동체의 고양과 힘을 위한 투쟁에 인생을 바쳤습니다."라고 말했다. 바티는 "실망과 환멸, 절망의 삶을 살고 있는 국민들에게 희망의 메시지를 전하고 싶습니다."라고 덧붙였으며 파키스탄의 신성모독법을 개혁하겠다는 그의 약속도 밝혔다.
바티는 연방 장관으로 재직하는 동안에 종교적 소수자들을 지원하기 위해 수많은 조치를 취했다. 여기에는 종교 간 화합을 위한 전국적인 캠페인의 시작, 혐오 발언과 관련 문헌을 금지하는 법률의 제안, 교육 과정 과목으로서의 종교 비교 도입, 정부 직책의 종교적 소수자에 대한 할당제 도입, 소수자에 대한 4개의 상원 의석 예약이 포함되었다. 바티는 또한 2010년 7월 파키스탄 전역의 모든 종교의 고위 종교 지도자들을 모아 테러에 대한 공동 선언을 한 국가간 종교 협의의 조직을 이끌었다.

## 암살
바티는 2009년에 펀자브주에서 발생한 고즈라 폭동 당시에 꾸란 모독을 이유로 이슬람주의 과격파 세력의 공격을 받고 있던 파키스탄의 기독교도들을 지지한 이후에 이슬람주의 과격파 세력으로부터 살해 위협을 받았다. 이러한 위협은 바티가 2010년 11월에 신성모독죄로 사형 선고를 받은 파키스탄의 기독교도인 아시아 비비 석방을 요구한 이후에 증가했다. 미국 정부는 바티를 위해 경호를 강화하고 장갑차를 구하려 했으나 성공하지 못했다. 바티는 자신의 죽음을 예견하고 "나는 우리를 위해 목숨을 바친 예수 그리스도를 믿습니다. 나는 대의를 위해 죽을 준비가 되어 있습니다. 나는 우리 공동체를 위해 살고 있으며 그들의 권리를 지키기 위해 죽을 것입니다."라고 말하는 동영상을 제작했다.
바티는 2011년 3월 2일에 파키스탄의 수도인 이슬라마바드에서 괴한이 쏜 총에 맞아 피살당했다. 파키스탄 경찰의 조사와 목격자들의 증언에 따르면 바티는 자신의 어머니의 집에서 나온 다음에 차를 타고 출근하기 위해 주택가를 가던 도중에 괴한 3명이 쏜 수십 발의 총탄을 맞고 숨졌다고 한다. 바티는 인근 병원으로 옮겨졌으나 도착하자마자 사망했다. 파키스탄 탈레반은 바티가 이슬람교에 대한 신성 모독 행위를 저질렀기 때문에 암살했다고 적시했다. 영국 방송 협회(BBC)는 "2011년 1월에 파키스탄에서 신성 모독법을 비판한 로마 가톨릭교도인 살만 타시르 펀자브주지사가 피살당한 사건이 있었다."고 보도하면서 샤바즈 바티 장관 암살 사건도 파키스탄의 신성모독법 논란과 관련이 있다고 지적했다.
바티가 암살된 다음 날 펀자브주 전역에서는 수백명의 기독교도 시위대가 거리로 뛰쳐나와 타이어를 불태우고 사건의 진상규명을 요구한 것으로 알려졌다. 파키스탄 소수민족 관련 소식통은 "파키스탄 정부의 수사관들 사이에서 바티 암살 사건에 대한 의견이 분분하고 있으며 이슬라마바드 경찰은 탈레반과 알카에다를 지목하고 있다."고 전했다. 또한 2011년 말에는 파키스탄 정부가 해당 사건의 책임을 파키스탄의 기독교도들 간의 "내부 다툼"으로 전가하려는 시도가 있었다고 전했다. 바티 암살 사건을 일으킨 피의자의 신원은 알려지지 않았다고 한다. 이후 몇 달 동안 파키스탄의 소수 민족 관련 단체들은 바티 암살 사건을 조사하기 위한 위원회 구성을 요구했다.
유럽 연합은 바티 암살 사건을 규탄하는 성명을 발표하고 파키스탄의 신성모독법과 관련된 논란과 불관용 정책에 대한 우려를 표명했다. 또한 유엔 인권 고등판무관 사무소도 파키스탄 정부에 신성모독법 개혁을 요구했다. 세계복음주의연맹은 바티에 대한 애도를 표명하면서 파키스탄 정부에 바티 암살 사건을 일으킨 범인들을 법에 따라 엄중하게 처리할 것을 요구했다.
바티 사망 1주기를 맞아 파키스탄의 로마 가톨릭교회 사제들은 파키스탄의 로마 가톨릭교회 주교들에게 바티를 위한 시성식을 열 것을 요구했다. 이후 파키스탄의 주교들은 교황에게 공식적으로 바티를 순교자로 지명해 줄 것을 요청하였다. 바티의 시성식은 스코틀랜드 출신의 키스 오브라이언 추기경의 지지를 받고 있는데 오브라이언은 바티가 "파키스탄과 아시아의 정의와 평화의 후원자"가 될 수 있다고 전했다. 바티가 생전에 소유했던 성경은 이탈리아 로마에 위치한 산바르톨로메오 알리솔라 성전에 놓여 있는데 이 곳에는 20세기와 21세기 로마 가톨릭교회 순교자들을 기리는 기념물들이 전시되어 있다.
2016년 3월에는 샤바즈 바티가 순교한 지 5년 만에 파키스탄의 이슬라마바드-라왈핀디 로마 가톨릭교회 교구가 바티에 대한 시복을 거행했다. 바티는 로마 가톨릭교회에서 하느님의 종으로 추대되었다.